# Mahasweta Devi
Mahasweta Devi (14 de janeiro de 1926 – 28 de julho de 2016) foi uma escritora e ativista do território hindú de Bengala. Sua obra literária inclui Hajar Churashir Maa, Rudali, e Aranyer Adhikar. Trabalhou pelos direitos dos povos tribais (Lodha e Shabar) dos estados indianos de Bengala Ocidental, Bihar, Madhya Pradesh e Chhattisgarh.

## Primeiros anos
Mahasweta Devi nasceu em 1926 na cidade de Daca, capital da província de Bengala (atual Bangladesh) nos tempos da Índia britânica, de pais escritores. Toda a família era ligada às artes e cultura. Seu pai, Manish Ghatak, foi um poeta e romancista muito conhecido do movimento Kallol, que usou o pseudônimo Jubanashwa. O irmão de Ghatak foi o notável cineasta Ritwik Ghatak. A mãe de Mahasweta, Dharitri Devi, também foi escritora e trabalhadora social cujos irmãos se distinguiram em campos diversos, como o escultor Sankha Chaudhury e o fundador e editor do jornal Economic and Political Weekly of Índia, Sachin Chaudhury. A primeira escola à que Mahasweta frequentou foi em Daca, mas depois da partição da Índia, a família se transferiu para a Bengala Ocidental. Completou sua educação inicial na escola secundária de meninas Midnapore Mission em Midnapore Ocidental em 1935. Em seguida, estudou na Universidade Vishvabharati, fundada pelo poeta e filósofo Rabindranath Tagore em Santiniketan e completou sua graduação em Artes em inglês e depois conquistou a uma vaga de professora na Universidade de Calcutá.

## Carreira literária e trabalho social

### Primeiro romance
Mahasweta Devi escreveu mais de 100 romances e mais de 20 coleções de relatos breves em idioma bengalí, mas muitos deles traduzidos a outros idiomas. Sua obra não tem atualmente tradução para o português. Seu primeiro romance, Jhansir Rani, baseado na vida da rainha Lakshmibai de Jhansi, foi publicado em 1956. Percorreu a região de Jhansi para coletar informação e canções tradicionais para o romance.

### Obras sobre sociedades tribais
Em 1964, começou a ensinar no Vijaygarh Jyotish Ray College (uma universidade afiliada ao sistema da Universidade de Calcutá). Naqueles dias, essa universidade era uma instituição para mulheres da classe trabalhadora. Nesse período, Mahasweta também trabalhou como jornalista e escritora criativa. Estudou os Lodhas e os Shabars, comunidades tribais de Bengala Ocidental, mulheres e parias sem castas. Visitou Bihar, Jharkhand e Madhya Pradesh em muitas oportunidades para melhorar seu conhecimento das sociedades tribais nessas regiões.
Em sua ficção, descreve a brutal opressão que sofrem os povos tribais e os intocáveis por proprietários de terra de castas superiores, credores e servidores públicos corruptos. Devi tem assinalado que estas comunidades são sua fontes de inspiração.
Sempre acreditei que a história real é feita por pessoas comuns. Constantemente me deparo com o reaparecimento, em várias formas, de folclore, baladas, mitos e lendas, carregados por pessoas comuns através de gerações.... A razão e a inspiração da minha escrita são aquelas pessoas que são exploradas e usadas, mas não aceitam a derrota. Para mim, a fonte inesgotável de ingredientes para escrever são esses seres humanos extraordinariamente nobres e sofredores. Por que eu procuraria minha matéria-prima em outro lugar depois de começar a conhecê-la? Às vezes parece que minha escrita é realmente o que eles fazem.

### Ativismo
Mahasweta Devi levantou sua voz em numerosas oportunidades para denunciar a discriminação das comunidades tribais na Índia. Em Birsa Munda Chowk, Ranchi, há uma estátua do legendário líder tribal Birsa Munda, que morreu na prisão durante o domínio britânico em 1900. A estátua mostra-o vestindo turbante e dhoti, com suas mãos encadeadas. Ao que parece, os britânicos fotografaram-no com correntes e essas fotografias converteram-se nas únicas referências para todas as representações deste herói tribal que morreu aos 25 anos. As correntes também simbolizam sua luta pela liberdade, costuma se assinalar. Apesar disso, a cada vez que Mahasweta Devi visitava Jharkhand, protestava para que Birsa Munda fosse desacorrentado: “por que se encontra acorrentado ainda se a Índia já é livre?". Em junho de 2016, o governo de Jharkhand decidiu libertar a Birsa Munda de suas correntes, 116 anos após sua morte, e muitos anos após que a escritora e ativista começasse com seu protesto.
Devi também encabeçou a luta contra a política industrial do Partido Comunista da Índia em seus começos como partido dirigente de Bengala Ocidental. Em particular, protestou energicamente contra o confisco de grandes extensões de terra tradicionalmente destinadas à agricultura e a cessão dessas terras à indústria a preços baixíssimos. A partir de sua liderança, numerosos intelectuais, artistas, escritores, e grupos de teatro uniram-se para protestar contra esta controvertida política e sua implementação em Singur e Nandigram.
Na Feira do Livro de Frankfurt de 2006, quando a Índia foi o primeiro país a receber a feira por uma segunda vez, Devi esteve a cargo de um emotivo discurso de abertura, no que tomou estrofes da famosa canção "Mera Joota Hai Japani", de Raj Kapoor.

## Principais obras
As principais obras de Mahasweta Devi são:[11]
- Jhansir Rani (1956, biografia)
- Hajar Churashir Maa (1974, romance)
- Aranyer Adhikar (1979, coleção de contos)
- Agnigarbha (1978, coleção de contos)
- Murti (1979, coleção de contos)
- Neerete Megh (1979, coleção de contos)
- Stanyadayani (1980, coleção de contos)
- Chotti Munda Evam Tar Tir (1980, coleção de contos)

### Adaptações cinematográficas
- Sunghursh (1968), baseado em sua vida.
- Behula - Filme de 1989
- Rudaali (1993)
- Hazaar Chaurasi Ki Maa (1998)
- Maati Maay (2006), baseado no conto Daayen[11]
- Gangor dirigida por Italo Spinelli, baseada em seu conto, Choli Ke Peeche, do livro Breast Stories.

## Vida privada
Em 1947, casou-se com o renomeado dramaturgo Bijon Bhattacharya, que foi um dos fundadores do "Indian People's Theatre Association (IPTA)". Em 1948, deu à luz a Nabarun Bhattacharya, que mais tarde seria romancista e crítico político. Trabalhou num escritório de correios, mas foi demitida por sua tendência comunista. Posteriormente, realizaria vários trabalhos, como vender sabonetes ou escrever cartas em inglês para pessoas analfabetas. Em 1962, casou-se com o escritor Asit Gupta depois de divorciar-se de Bhattacharya.

## Prêmios
- 1979: Prêmio Sahitya Akademi por seu romance Aranyer Adhikar[14]
- Prêmio Padma Shri por sua atuação social[15][14]
- 1996: Prêmio Jnanpith –o mais importante prêmio literário da organização Bharatiya Jnanpith[14]
- 1997: Prêmio Ramón Magsaysay[2]
- 1999: Honoris causa – Universidade Nacional Aberta Indira Gandhi
- 2006: Padma Vibhushan – a segunda distinção civil mais importante do governo da Índia[14]
- 2009: Nominada para o Prêmio Man Booker International[16]
- 2010: Yashwantrao Chavan National Award[17]
- 2011: Banga Bibhushan – a mais alta distinção civil do governo de Bengala Ocidental[18]

## Morte
Em 23 de julho de 2016, Devi sofreu um ataque cardíaco e foi internada na clínica Belle Vue, de Kolkata. Em 28 de julho de 2016, morreu por causa de falha orgânica múltipla. Também sofria diabetes, septicemia e infecção urinaria.
Ante sua morte, Mamata Banerjee, a Primeira Ministra de Bengala Ocidental, publicou por meio de Twitter "Índia perdeu uma grande escritora. Bengala perdeu uma mãe gloriosa. Eu perdi uma guia pessoal. Mahasweta Devi descansa em paz." O Premiê Narendra Modi por sua vez, escreveu: "Mahashweta Devi ilustrou maravilhosamente o poder da pluma. Uma voz de compaixão, igualdade e justiça, deixa-nos uma grande tristeza. RIP." 